# Boris Grebensjtsjikov

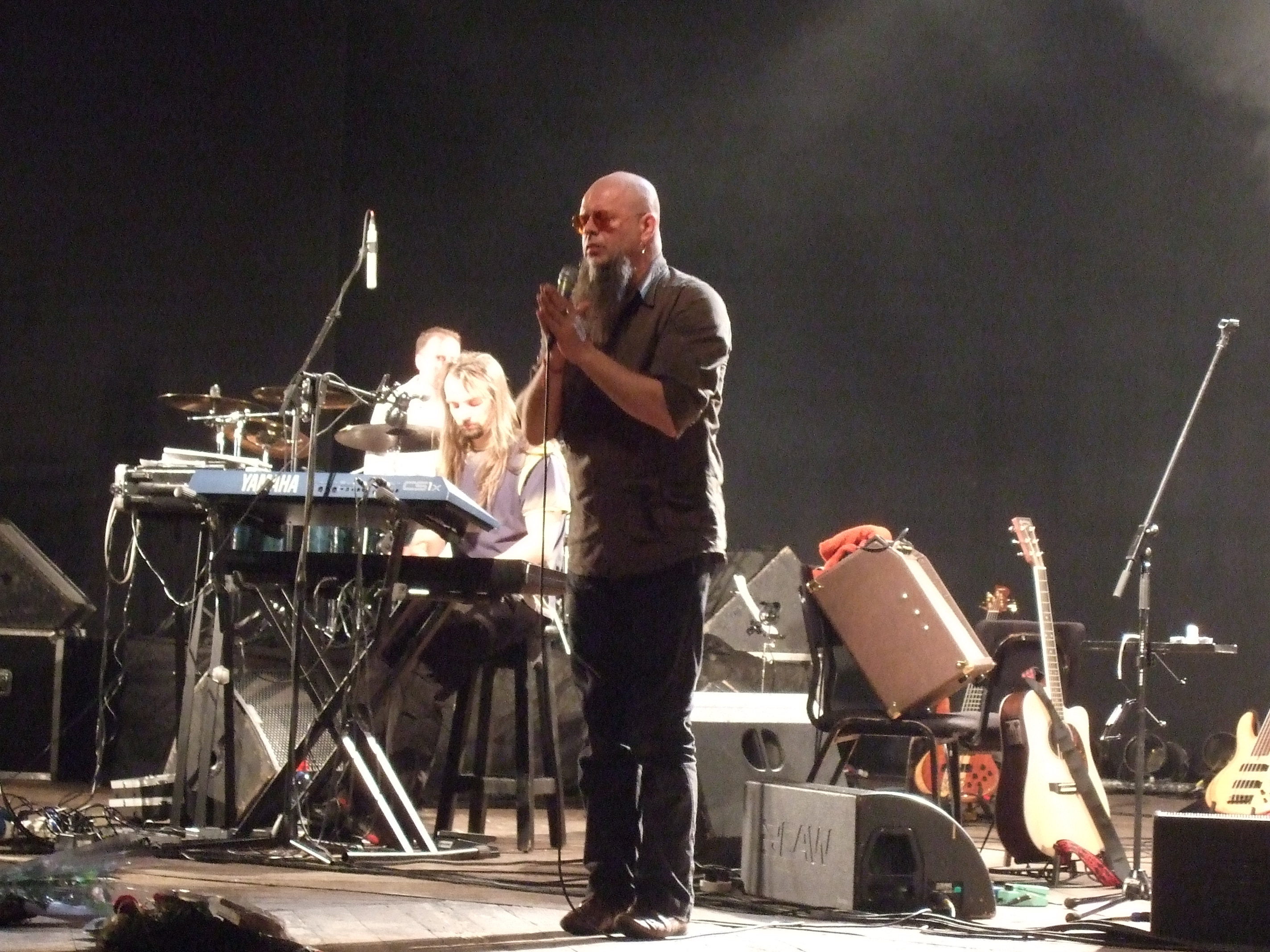
Boris Grebensjtsjikov (2008)

Boris Borisovitsj Grebensjtsjikov (Russisch: Борис Борисович Гребенщиков) (Leningrad, 27 november 1953) is een van de meest prominente leden van de generatie die gezien wordt als de stichters van de Russische rockmuziek. Hij richtte de Russische band Aquarium op (actief sinds 1972). Grebensjtsjikov wordt gezien als de 'grootvader van de Russische rock'.

## Biografie

### Beginjaren (1953-1979)
Boris Grebensjtsjikov werd geboren op 27 november 1953 in Leningrad. Hij richtte de band Aquarium samen met zijn jeugdvriend Anatoli "George" Goeitski in 1972 op als een postmodernistisch project dat theater, poëzie en muziek combineert. Goenitski schreef zeer symbolische teksten voor enkele van de eerste nummers van Grebensjtsjikov.
Boris Grebensjtsjikov studeerde af in de toegepaste wiskunde, maar heeft steeds een liefde gehad voor cultuur en vooral muziek. Zijn passie voor The Beatles in zijn schooljaren resulteerde uiteindelijk in een diepe waardering voor Bob Dylan, en langzaam werd Aquarium omgevormd tot een low-fi elektrische bluesband aangevuld met akoestische reggae. Het eerste nummer dat hij op de gitaar speelde was een nummer van de Beatles, "Ticket to Ride". Zijn eerste publieke uitvoering, in 1973, was een uitvoering van liederen door Cat Stevens.
De eerste jaren van het bestaan van Aquarium werden vooral gekenmerkt door de Russische variant van de hippietijd, zoals huiskamer jams, het drinken van goedkope port en het reizen of liften naar optredens.
In 1976 nam hij zijn eerste soloalbum op, S toj storony zerkalnogo stekla ("aan de andere kant van het spiegelbeeld"), alsook een album met een andere ontluikende Russische rock-n-roller, Majk Naoemenko, Vse bratjaa - sjostry ("alle broers zijn zusters").

### Klassieke jaren (1980-1988)
Grebensjtsjikovs grote doorbrak kwam in 1980 op het Rockfestival van Tbilisi. Het festival was een door de staat gestuurde poging om de toen opkomende Russische rockbeweging ideologisch beheersbaar te houden. Het werd gekenmerkt door een witgewassen line-up van door de regering goedgekeurde rockbands, maar ook bands als Kraftwerk. Dat optreden werd verstoord doordat mensen in het publiek met frisbees gooiden. De leden van de jury van de artistieke wedstrijd konden er niet mee lachen en een geheim KGB-rapport wees Aquarium aan als schuldige, waardoor Grebensjtsjikov zijn baan verloor bij een ontwerpbureau, alsook zijn lidmaatschap van Komsomol.
De onderaardse bekendheid van de band bleef echter toenemen in de daaropvolgende zeven jaar. Dat was zowel het gevolg van talent als van de schaarste van het aanbod van westerse rockmuziek, omdat dat nog steeds officieel was verboden op dat moment. Voor de eerste vijf albums trok de band gitarist Aleksandr Ljapin aan, een van de beste rockgitaristen van Russische oorsprong, de pianist Sergej Kurjochin, bekend om zijn indrukwekkende snelheid, virtuositeit en grenzeloze avant-garde experimenten, en Igor Boetman, die wordt beschouwd als een uitmuntende jazzsaxofonist en een van de koningen van de Sovjet-Unie-jazz. De eerste Aquarium-muziek kwam beschikbaar in het "Westen" in 1986, toen een dubbelalbum getiteld Red wave, 4 underground bands from the Soviet Union in platenzaken in de VS verscheen. Naast Aquarium stonden er drie andere bands op het album, Kino, Strannye igry en Alisa. Het album werd gesmokkeld en uitgebracht door een klein platenlabel uit Hollywood. In die tijd waren bands in de Sovjet-Unie ofwel officieel gesanctioneerd of het werd hen niet toegestaan om gebruik te maken van openbare opnamestudio's. Toen het album in 1986 werd uitgebracht in de Verenigde Staten was Aquarium immens populair in de Sovjet-Unie, maar ze waren gedwongen te spelen in ondergrondse clubs en op particuliere bijeenkomsten.
Tegen de tijd dat Aquarium in 1987 door intern gekibbel ontbonden werd, hadden ze elf "officiële" albums uitgebracht en werden ze beschouwd als een levende legende van de Russische rock. Grebensjtsjikov zelf werd vergeleken met Bob Dylan, voornamelijk vanwege het stilistische leenwerk in zijn vroegere jaren. Zjeleznodorozjnaja voda van het Sini albom uit 1981 wordt gezien als een evenbeeld van Dylans It Takes a Lot to Laugh, It Takes a Train to Cry van het album Highway 61 Revisited uit 1965.

### Richting West (1989-1990)
Met de val van de muur luidde er een nieuw tijdperk in, met nieuwe kansen voor rockmuzikanten. Verschillende meer prominente Russische rockmuzikanten braken door in het Westen. Grebensjtsjikov werd gepromoot door Dave Stewart, bekend van de Eurythmics. Het door Stewart geproduceerde album Radio Silence werd uitgebracht in 1989, met covers van Alexander Vertinski's China, te midden van nummers geschreven door Grebensjtsjikov en een nummer opgedragen aan Sir Thomas Malory's Le Morte d'Arthur. Grebensjtsjikov werd hierbij bijgestaan door Annie Lennox, Billy Mackenzie, Chrissie Hynde en een aantal bandleden van Aquarium.

### Terugkeer naar het Oosten (1991-1996)
Teleurgesteld in de mogelijkheden voor het exporteren van de Russische traditie van het liedjes schrijven naar het Westen, keerde Grebensjtsjikov terug naar Rusland en zijn Russische roots. In 1991 kwam hij met het Roesski albom ("Russische album"), gesteund door een geheel nieuwe, gelijknamige BG Band. Het album bevatte een verzameling van nummers die zeer "Russisch" waren wat betreft zowel tekst als melodie, en in eerste instantie werd dit met weinig publieke waardering ontvangen (achteraf werd het door de meeste critici beschouwd als een van Grebensjtsjikovs beste albums).
De volgende drie albums van de band, Navigator, Snezjnyj lez en Giperboreja, bevatten ook gestileerde Russische kenmerken. In het bijzonder wordt Navigator beschouwd als een klassiek voorbeeld van het Russische songwriting, zij het met duidelijke invloeden van blues en Franse chansons. De nummers zijn melancholiek, grenzend aan hartverscheurend.

### Terug naar de basis (1997-2008)
Vanaf 1997 lijkt het Russische nationalisme zijn tijd gehad te hebben voor Grebensjtsjikov. Zijn album Lilit uit 1997 is tekstueel nog steeds grotendeels van Russische aard, maar is opgenomen met de voormalige achtergrondband van Bob Dylan, The Band. In 1998 speelde Grebensjtsjikov een solo-optreden met nummers uit de jaren zeventig en tachtig in een bar in San Francisco en besloot hij terug te keren naar zijn roots van reggae-rock-n-roll. Het album Ψ uit 1999 is dan ook grotendeels in deze stijl geschreven, geïnterpreteerd vanuit een post-modernistische visie met overvloedig gebruik van inventieve keyboardsamples. Sestra chaos uit 2002, Pesni rybaka uit 2003 en ZOOM ZOOM ZOOM uit 2005 kennen dezelfde stijl, aangevuld met schaarse invloeden van Armeense, Indiase en Afrikaanse muziek. Deze albums werden uitgebracht onder de naam Aquarium, waardoor de naam meer en meer werd gezien als "de mensen die met Grebensjtsjikov spelen".
Grebensjtsjikov werd vanaf de jaren negentig steeds perfectionistischer over de kwaliteit van zijn albums, deels door toenemende budgetten, maar ook door de betere studiotechniek die beschikbaar werd. Doordat de kwaliteit van studiotechniek in Rusland te wensen over liet, nam hij zijn albums vaak op in studio's in Londen. Voor de opnames van Navigator, een hoofdzakelijk akoestisch album met een gevoel "dat de band in je kamer staat", verkocht Grebensjtsjikov zijn auto en een deel van zijn gitaarcollectie om de opnames te kunnen bekostigen. Het resultaat is dan ook een hoogwaardige opname waar veel Westerse singer-songwriters een voorbeeld aan zouden kunnen nemen.

### Radio Rossii
Sinds 2005 heeft Grebensjtsjikov een eigen radioprogramma op het Russische station Radio Rossii, genaamd Aerostat. Grebensjtsjikovs intentie is te spreken over alternatieven in de muziek, over muziek die anderen niet op de radio draaien ondanks de artistieke waarde en originaliteit. Het behandelt voornamelijk onafhankelijke muziek die, volgens Grebensjtsjikov zelf, anders in het geheel niet gedraaid zou worden. De verscheidenheid aan nummers in Aerostat reikt van rock uit de jaren 70 en 80, via reggae, new wave, alternatieve rock, elektronische muziek en punk, tot wereldmuziek, jazz, klassieke muziek en avant-garde. In 2014 vierde het radioprogramma zijn vijfhonderdste uitzending. De titelmuziek van het programma is "Prelude" door T. Rex van het album A Beard of Stars.